# Nuoto ai Giochi della XXX Olimpiade - 200 metri farfalla femminili
La gara dei 200 metri farfalla femminili dei Giochi della XXX Olimpiade si è svolta il 31 luglio e il 1º agosto 2012. Hanno partecipato 28 atlete.
La gara è stata vinta dalla cinese Jiao Liuyang con il tempo di 2'04"06 (nuovo record olimpico), mentre l'argento e il bronzo sono andati rispettivamente a Mireia Belmonte Garcia e a Natsumi Hoshi.

## Formato
Gli atleti competono in due turni eliminatori; i migliori sedici tempi delle batterie si qualificano alla semifinale, mentre i migliori otto di queste ultime accedono alla finale.

## Record
Prima della competizione, i record olimpici e mondiali erano i seguenti:
| Record mondiale | 2'01"81 | Liu Zige Cina | Jinan, Cina 21 ottobre 2009  |
| Record olimpico | 2'04"18 | Liu Zige Cina | Pechino, Cina 14 agosto 2008 |

## Programma
| Data      | Ora (BST/UTC+1) | Turno      |
| --------- | --------------- | ---------- |
| 31 luglio | 10:23           | Batterie   |
| 31 luglio | 19:47           | Semifinali |
| 1º agosto | 20:12           | Finale     |

## Risultati

### Batterie
| Pos. | Batteria | Corsia | Nome                   | Nazione       | Tempo   | Note |
| ---- | -------- | ------ | ---------------------- | ------------- | ------- | ---- |
| 1    | 4        | 6      | Kathleen Hersey        | Stati Uniti   | 2'06"41 | Q    |
| 2    | 3        | 4      | Jiao Liuyang           | Cina          | 2'07"15 | Q    |
| 3    | 4        | 5      | Jemma Lowe             | Gran Bretagna | 2'07"64 | Q    |
| 4    | 3        | 6      | Katinka Hosszú         | Ungheria      | 2'07"75 | Q    |
| 5    | 4        | 3      | Zsuzsanna Jakabos      | Ungheria      | 2'07"79 | Q    |
| 6    | 2        | 4      | Natsumi Hoshi          | Giappone      | 2'08"04 | Q    |
| 7    | 2        | 6      | Judit Ignacio Sorribes | Spagna        | 2'08"14 | Q    |
| 8    | 3        | 3      | Cammile Adams          | Stati Uniti   | 2'08"18 | Q    |
| 9    | 2        | 5      | Mireia Belmonte Garcia | Spagna        | 2'08"19 | Q    |
| 10   | 2        | 7      | Choi Hye-Ra            | Corea del Sud | 2'08"45 | Q    |
| 11   | 4        | 4      | Liu Zige               | Cina          | 2'08"72 | Q    |
| 12   | 2        | 3      | Jessicah Schipper      | Australia     | 2'08"74 | Q    |
| 13   | 3        | 2      | Martina Granström      | Svezia        | 2'08"94 | Q    |
| 14   | 4        | 1      | Anja Klinar            | Slovenia      | 2'09"24 | Q    |
| 15   | 2        | 2      | Audrey Lacroix         | Canada        | 2'09"25 | Q    |
| 16   | 4        | 2      | Otylia Jędrzejczak     | Polonia       | 2'09"33 | Q    |
| 17   | 3        | 5      | Ellen Gandy            | Gran Bretagna | 2'09"92 |      |
| 18   | 1        | 5      | Ingvild Snildal        | Norvegia      | 2'10"99 |      |
| 19   | 4        | 7      | Katerine Savard        | Canada        | 2'11"05 |      |
| 20   | 3        | 7      | Samantha Hamill        | Australia     | 2'11"07 |      |
| 21   | 3        | 8      | Denisa Smolenová       | Slovacchia    | 2'11"10 |      |
| 22   | 1        | 3      | Andreína Pinto         | Venezuela     | 2'11"23 |      |
| 23   | 4        | 8      | Rita Medrano           | Messico       | 2'11"42 |      |
| 24   | 1        | 4      | Sara Oliveira          | Portogallo    | 2'11"54 |      |
| 25   | 2        | 1      | Martina van Berkel     | Svizzera      | 2'12"25 |      |
| 26   | 3        | 1      | Joanna Melo            | Brasile       | 2'13"17 |      |
| 27   | 2        | 8      | Emilia Pikkarainen     | Finlandia     | 2'13"81 |      |
| 28   | 1        | 6      | Cheng Wan-Jung         | Taipei cinese | 2'14"29 |      |

### Semifinali
| Pos. | Corsia | Nome               | Nazione       | Tempo   | Note |
| ---- | ------ | ------------------ | ------------- | ------- | ---- |
| 1    | 4      | Jiao Liuyang       | Cina          | 2'06"10 | Q    |
| 2    | 3      | Natsumi Hoshi      | Giappone      | 2'06"37 | Q    |
| 3    | 6      | Cammile Adams      | Stati Uniti   | 2'07"33 | Q    |
| 4    | 5      | Katinka Hosszú     | Ungheria      | 2'07"69 |      |
| 5    | 1      | Anja Klinar        | Slovenia      | 2'07"84 |      |
| 6    | 7      | Jessicah Schipper  | Australia     | 2'08"21 |      |
| 7    | 2      | Choi Hye-Ra        | Corea del Sud | 2'08"32 |      |
| 8    | 8      | Otylia Jędrzejczak | Polonia       | 2'13"09 |      |

| Pos. | Corsia | Nome                   | Nazione       | Tempo   | Note |
| ---- | ------ | ---------------------- | ------------- | ------- | ---- |
| 1    | 4      | Kathleen Hersey        | Stati Uniti   | 2'05"90 | Q    |
| 2    | 2      | Mireia Belmonte Garcia | Spagna        | 2'06"62 | Q    |
| 3    | 3      | Zsuzsanna Jakabos      | Ungheria      | 2'06"82 | Q    |
| 4    | 7      | Liu Zige               | Cina          | 2'06"99 | Q    |
| 5    | 5      | Jemma Lowe             | Gran Bretagna | 2'07"37 | Q    |
| 6    | 1      | Martina Granström      | Svezia        | 2'07"83 |      |
| 7    | 8      | Audrey Lacroix         | Canada        | 2'08"00 |      |
| 8    | 6      | Judit Ignacio Sorribes | Spagna        | 2'08"96 |      |

### Finale
| Pos. | Corsia | Nome                   | Nazione       | Tempo   | Note             |
| ---- | ------ | ---------------------- | ------------- | ------- | ---------------- |
|      | 5      | Jiao Liuyang           | Cina          | 2'04"06 | Record olimpico  |
|      | 6      | Mireia Belmonte Garcia | Spagna        | 2'05"25 | Record nazionale |
|      | 3      | Natsumi Hoshi          | Giappone      | 2'05"48 |                  |
| 4    | 4      | Kathleen Hersey        | Stati Uniti   | 2'05"78 |                  |
| 5    | 1      | Cammile Adams          | Stati Uniti   | 2'06"78 |                  |
| 6    | 8      | Jemma Lowe             | Gran Bretagna | 2'06"80 |                  |
| 7    | 2      | Zsuzsanna Jakabos      | Ungheria      | 2'07"33 |                  |
| 8    | 7      | Liu Zige               | Cina          | 2'07"77 |                  |